# Nobuyuki Tsujii
Nobuyuki Tsujii (Japans: 辻井 伸行) (Toshima, 13 september 1988) is een Japans klassiek pianist en componist.

## Biografie
Nobuyuki Tsujii werd blind geboren ten gevolge van microftalmie en toonde al op jonge leeftijd muzikaal talent. Op zijn twee jaar hoorde hij het lied Jingle Bells zingen en speelde hij de melodie na op een speelgoedpiano. Hij startte zijn muziekopleiding op vierjarige leeftijd en op zijn tiende maakte Tsujii zijn podiumdebuut met het Osaka Philharmonci Orchestra. Op twaalfjarige leeftijd speelde hij in de Suntory Hall in Tokio en in 2011 in de Carnegie Hall te  New York. Van 2007 tot 2011 studeerde Tsujii aan de Ueno Gakuen University. In oktober 2007 bracht hij zijn eerste album Début uit, waarvan in juli 2009 meer dan 190.000 exemplaren waren verkocht.

## Prijzen
In 1995, toen Tsujii zeven jaar oud was, won hij de eerste prijs bij de All Japan Music of Blind Students van de Tokyo Helen Keller Association.
Samen met Haochen Zhang, was Tsujii in 2009 de eerste Aziatische winnaar van de Van Cliburn International Piano Competition  en tevens de eerste blinde winnaar van deze competitie. Tijdens de zeventiendaagse eliminatie speelde Tsujii Beethovens Pianosonate nr. 29 en in de eindronde het  Pianoconcert nr.1 van Chopin, twee dagen later het Pianoconcert nr.2 van Rachmaninoff. Als gevolg daarvan kwam zijn debuutalbum eind juni van datzelfde jaar opnieuw binnen op nummer acht in de Oricon-hitlijsten met een verkoop van meer dan 17.000 stuks.

## Eigen werk
Tsujii is eveneens componist. Na de kernramp van Fukushima, in 2011, schreef hij het pianowerk Elegy for the Victims of the Tsunami of March 11, 2011. Zijn uitvoering van deze compositie werd in 2021 al meer dan 36 miljoen keer bekeken op het internet.